# Міль

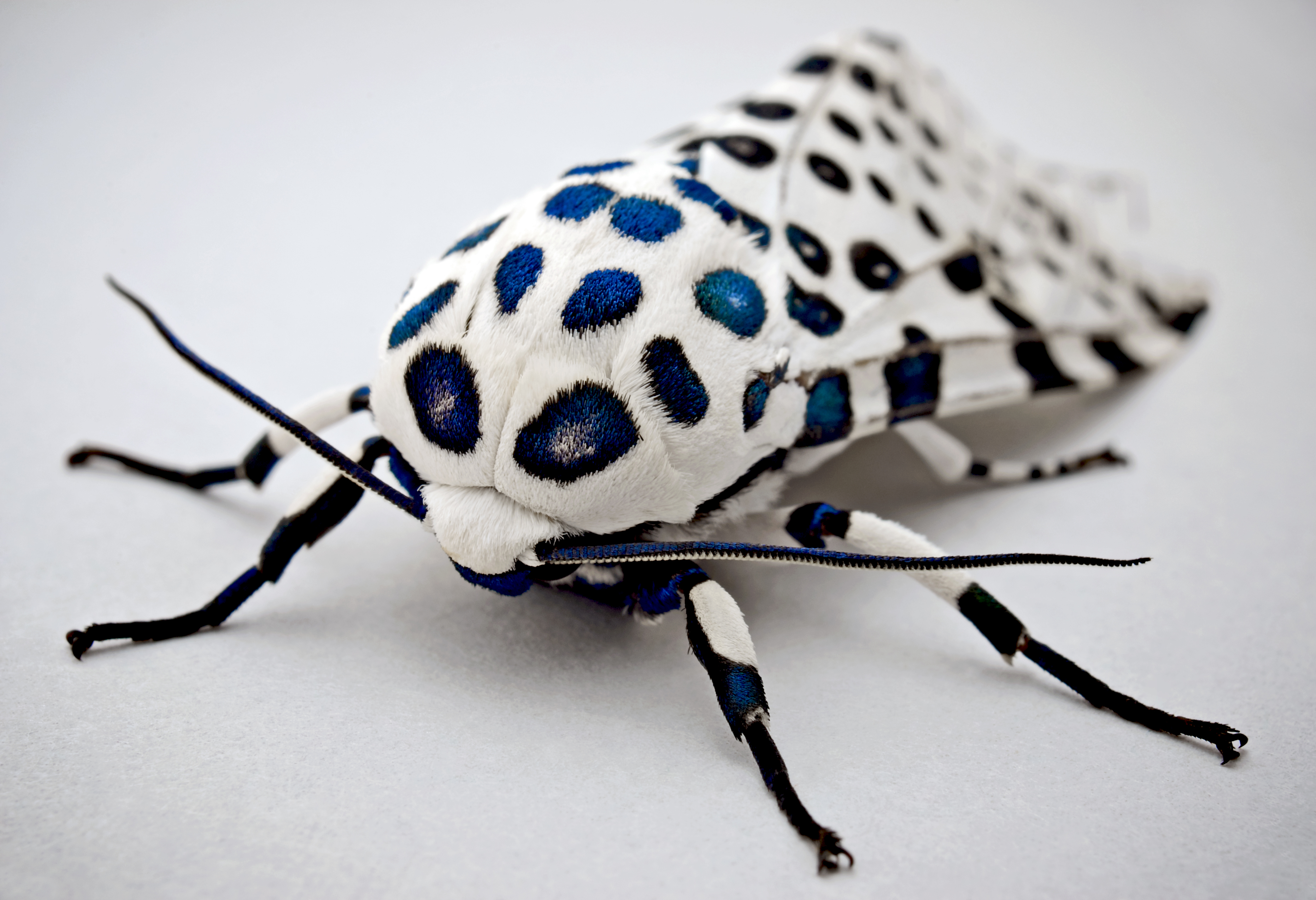
Hypercompe scribonia

Міль — поліфілетична група комах, яка містить всіх членів ряду Лускокрилі, які не є Rhopalocera, причому молі становлять переважну більшість ряду. Вважається, що існує приблизно 160 000 видів молі, багато з яких ще не описані. Більшість видів молі є нічними, але є сутінкові та денні види.

## Значення для людини
Боротьба з міллю складна та вимагає регулярної профілактики. Проти неї використовують тютюн, траву багна звичайного, стебла та насіння цмину, полину, пижма, піретрума, меліси, листя евкаліпта, а також хімічні засоби, які запобігають масовому розмноженню та нищівній дії.

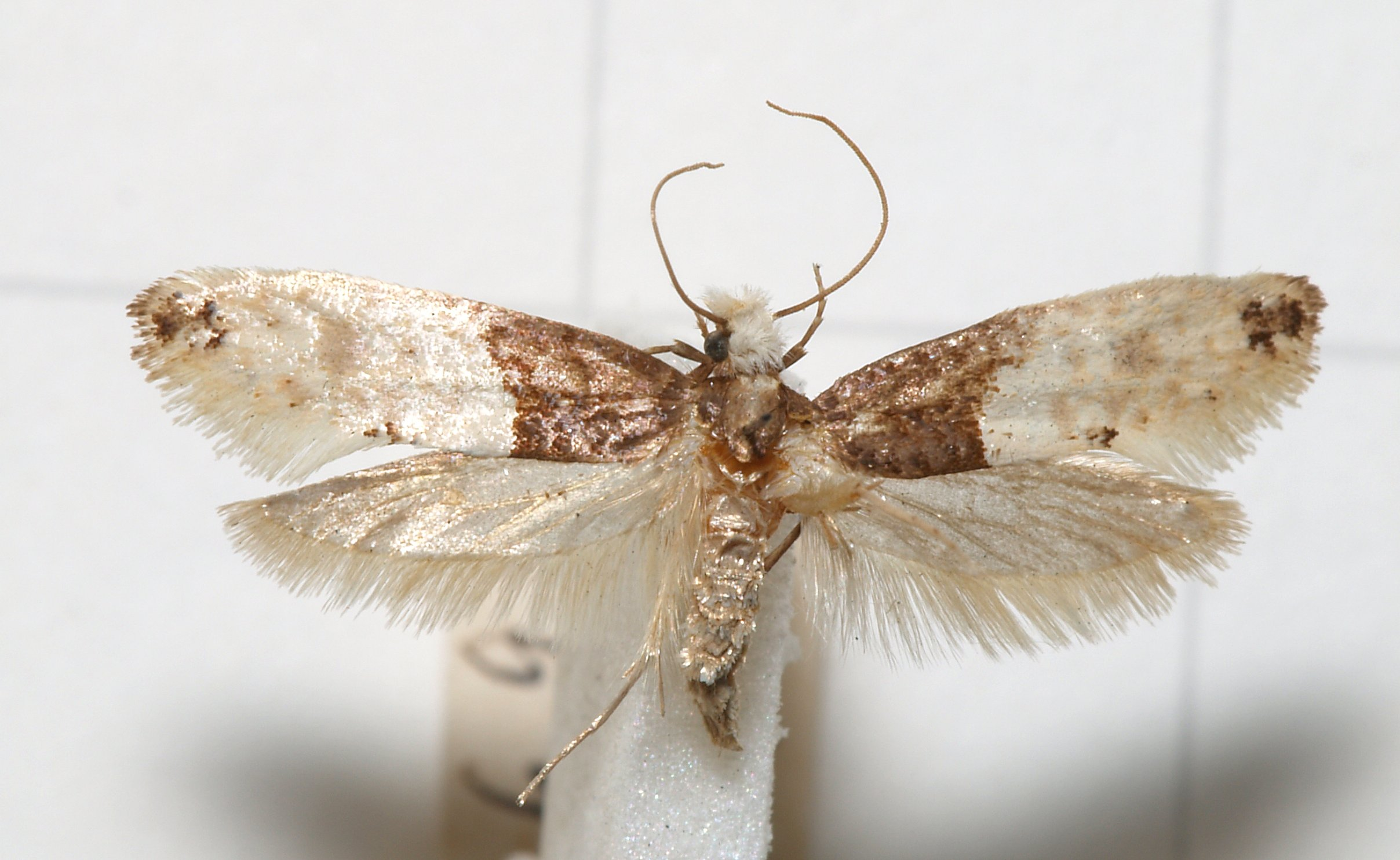
Міль килимова (Trichophaga tapetzella)
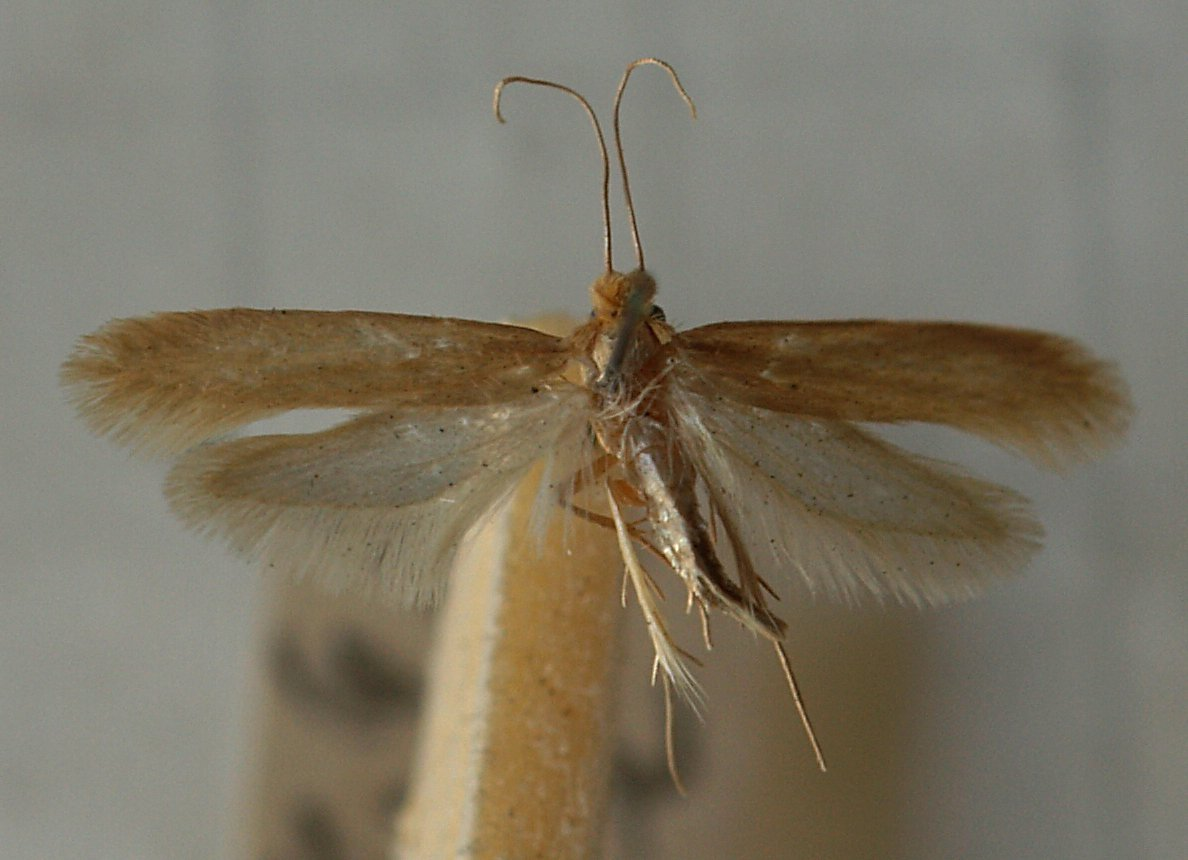
Міль платтяна (Tineola bisselliella)
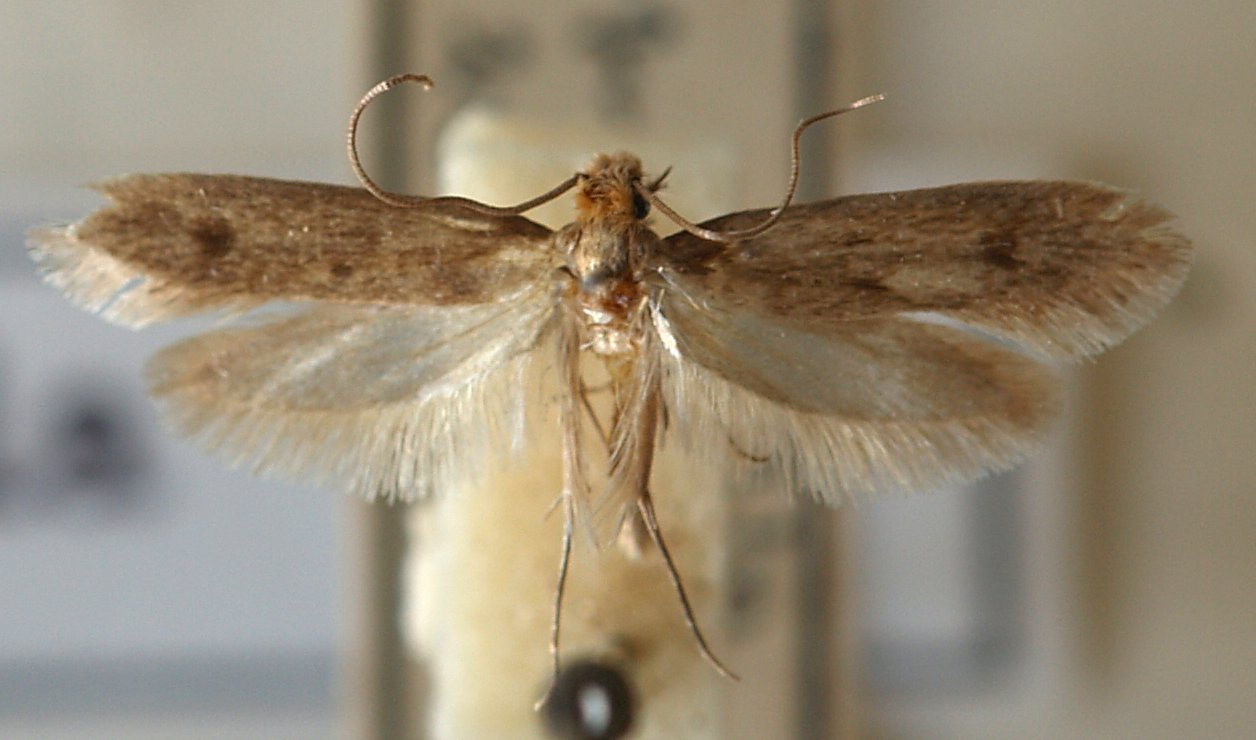
Міль шубна (Tinea pellionella)